# Compsophis laphystius
Compsophis laphystius är en ormart som beskrevs av Cadle 1996. Compsophis laphystius ingår i släktet Compsophis och familjen snokar.
Inga underarter finns listade i Catalogue of Life.
Artens utbredningsområde är Madagaskar. Denna orm förekommer på öns östra sida. Den lever i galleriskogar eller andra fuktiga skogar. Födan utgörs främst av grodor. Honor lägger ägg.
Beståndet hotas av intensivt skogsbruk och skogsavverkningar. Populationen minskar men den anses fortfarande vara stor. IUCN listar arten som livskraftig (LC).